# Àcid indol-3- butíric
L'àcid indol-3-butíric (en anglès:Indole-3-butyric_acid:IBA) és un àcid carboxílic amb la fórmula química C1₂H1₃NO₂.
Es presenta en la forma d'un sòlid cristal·lí de color groc pàl·lid.
La seva auxina sintètica es pot utilitzar en floricultura i en la reproducció de plantes per esqueix. És un dels components principals dels productes comercials utilitzats per facilitar l'arrelament dels esqueixos.
Anteriorment es creia que aquest compost químic era estrictament sintètic, tanmateix s'ha comprovat que es troba de manera natural en les fulles i llavors del moresc i altres plantes. També es pot extreure dels salzes (Salixspp).